# Aulnay-sur-Iton

Aulnay-sur-Iton este o comună în departamentul Eure, Franța. În 1 ianuarie 2022 avea o populație de 707 de locuitori.